# الدوري الفنلندي لهوكي الجليد
الدوري الفنلندي لهوكي الجليد (بالفنلندية: Jääkiekon SM-liiga) أعلى بطولة محترفة لهوكي الجليد في فنلندا. في مارس 2008، صنفه الاتحاد الدولي لهوكي الجليد كثاني أقوى دوري في أوروبا. تم إنشاؤه في عام 1975 لتحل محل البطولة السابقة "SM - sarja" والتي كانت أساساً دوري للهواة. لا يشرف الاتحاد الفنلندي لهوكي الجليد مباشرة على "SM-liiga"، ولكن لدى الدوري والاتحاد اتفاق للتعاون. "SM" هي اختصار عام لكلمة "Suomen-mestaruus" وتعني «البطولة الفنلندية».
في موسم 2010-11 هناك 14 فريقاً. وظفر هيفك هو بلقب البطل. كان للبطولة سابقا نظام الآلي للصعود والهبوط بينها وبين الدرجة الثانية المعروفة باسم مستيس (Mestis)، ولكن انتهى النظام الآلي في عام 2000. افتتح الدوري في 2005 وسـُمـِح لفريق كالبا بالصعود. في عام 2009 تم إدخال نظام جديد، يقضي بمواجهة الفريق صاحب المركز الأخير في "SM-liiga" لبطل الدرجة الثانية في سلسلة من سبعة مباريات إقصائية.